# 30 avril 1964
Le jeudi 30 avril 1964 est le 121e jour de l'année 1964.

## Naissances
- Alexander Arguelles, linguiste américain
- Aleksandra Gennadievna Petrova, écrivaine russe
- Barrington Levy, chanteur de reggae
- Ian Healy, joueur de cricket australien
- Lauren MacMullan, réalisatrice américaine spécialisée dans l'animation
- Lorenzo Staelens, footballeur belge
- Monsit Khamsoi, homme politique thaïlandais
- Philippe Vecchi (mort le 24 octobre 2017), journaliste français
- Savenaca Aria (mort le 15 mars 2020), joueur de rugby fidjien
- Tony Fernandes, homme d'affaires malaisien
- Vanna Vinci, autrice de bande dessinée et illustratrice italienne

## Décès
- Howard Buffett (né le 13 août 1903), homme politique américain
- Theo Kelly (né le 17 janvier 1896), entraîneur anglais de football

## Événements
- Grand Prix Jef Scherens 1964
- Début du Tour d'Espagne 1964